# Сабон
Сабон — одна з одиниць типографської системи мір: 1 сабон = 5 цицеро = 60 пунктів = 22,554 мм. Назва на честь Жака Сабона (1535—1580?1590?), французького вченого-друкаря, учня Клода Гармонда.
Класичний шрифт для основного тексту, Sabon давно здобув популярність, незважаючи на те, що його було створено на замовлення, щоб відповідати жорстким бізнес-вимогам. Коаліція німецьких друкарів замовила Чіхольду створення шрифту, який можна було б друкувати однаково на лінотипному, монотипному чи високому друкарському обладнанні, що спростило б процес планування ліній і нумерації сторінок під час друку книжки. Курсив і напівжирний мали займати рівно стільки ж місця, скільки й курсив, що було зумовлено системою дуплексування тогочасних гарячих металевих друкарських машин Linotype. Нарешті, новий шрифт мав бути на п'ять відсотків вужчим за існуючий Monotype Garamond, щоб заощадити місце та гроші. Тому ім'я Сабона було визнано доречним: француз, який переїхав до Франкфурта, він зіграв важливу роль у впровадженні шрифту Гарамонда в німецьку поліграфію за чотириста років до того.